# Nansha

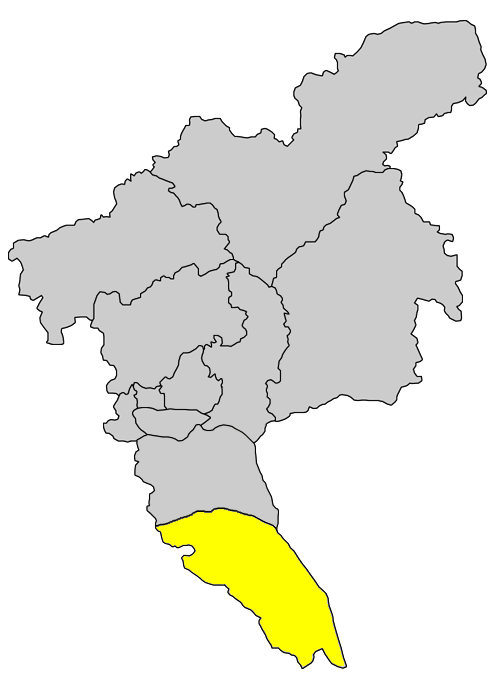
Lage des Stadtbezirks Nansha innerhalb der Stadt Guangzhou

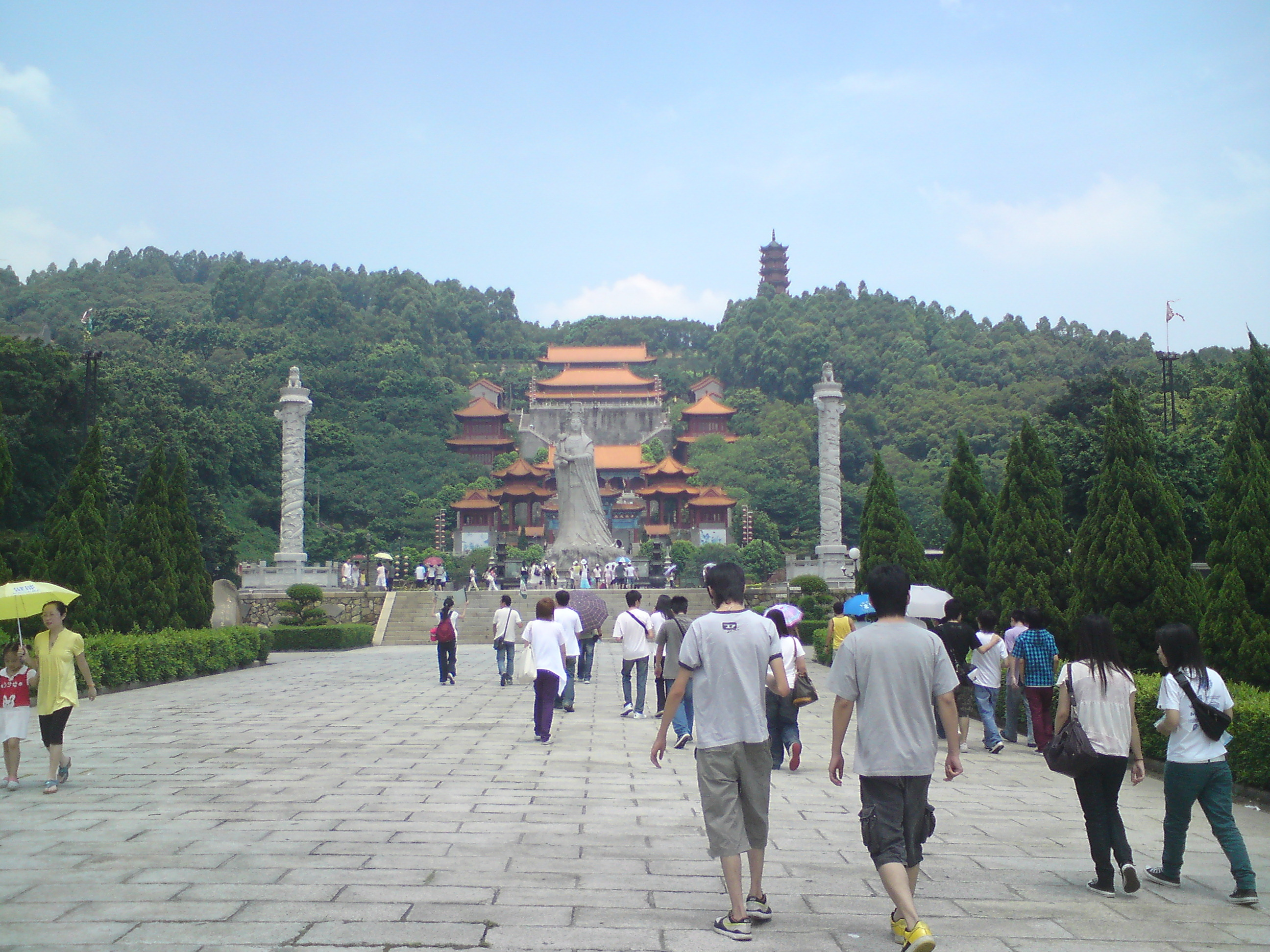
Tin-Hau-Tempel in Nansha

Der Stadtbezirk Nansha (chinesisch 南沙区, Pinyin Nánshā Qū) ist ein Stadtbezirk der chinesischen Stadt Guangzhou in der Provinz Guangdong. Er hat eine Fläche von 783,9 km² und etwa 846.584 Einwohner (Stand: Zensus 2020).

## Administrative Gliederung
Auf Gemeindeebene setzt sich der Stadtbezirk aus einem Straßenviertel und drei Großgemeinden zusammen. Diese sind:
- Straßenviertel Nansha 南沙街道

- Großgemeinde Wanxiangsha 万项沙镇
- Großgemeinde Huangge 黄阁镇
- Großgemeinde Hengli 横沥镇